# Carroll Clark
Carroll Clark (* 6. Februar 1894 in Mountain View, Santa Clara County, Kalifornien; † 17. Mai 1968 in Glendale, Kalifornien) war ein US-amerikanischer Art Director und Szenenbildner, der sieben Mal in der Kategorie Bestes Szenenbild für den Oscar nominiert war und einmal den sogenannten Oscar für Wissenschaft und Entwicklung (Scientific and Engineering Award) erhielt.

## Leben
Carroll Clark begann Mitte der 1920er Jahre seine Tätigkeit als Art Director und Szenenbildner in der Filmwirtschaft und war nach The Magic Garden (1927) an der Ausstattung von mehr als 220 Filmen beteiligt.
Bei der Oscarverleihung 1935 war er mit Van Nest Polglase für Tanz mit mir! (1934) erstmals für den Oscar für das beste Szenenbild nominiert. Weitere Nominierungen folgten 1936 mit Van Nest Polglase für Ich tanz mich in dein Herz hinein (1935) sowie 1938 für Ein Fräulein in Nöten (1937).
Bei der Oscarverleihung 1943 erhielt er gemeinsam mit F. Thomas Thompson vom Studio Art and Miniature Department von RKO Pictures den sogenannten Oscar für Wissenschaft und Entwicklung (Scientific and Engineering Award) „für die Entwicklung und Konstruktion einer beweglichen Maschine zur Herstellung von Wolken und Horizonten“.
Weitere Oscar-Nominierungen für das beste Szenenbild folgten 1944 mit Albert S. D’Agostino, Darrell Silvera und Harley Miller für den Schwarzweißfilm Flight for Freedom (1943), 1945 mit Albert S. D’Agostino, Darrell Silvera und Claude E. Carpenter für den Schwarzweißfilm Step Lively (1944), 1962 mit Emile Kuri und Hal Gausman für den Schwarzweißfilm Der fliegende Pauker (1961) sowie zuletzt bei der Oscarverleihung 1965 mit William H. Tuntke, Emile Kuri und Hal Gausman für den Farbfilm Mary Poppins (1964).
Clark wirkte auch an der Ausstattung der Filme Flying Down to Rio (1933), Berüchtigt (1946) und Die Vermählung ihrer Eltern geben bekannt (1961) mit. Im Laufe seiner Karriere arbeitete er mit Filmregisseuren wie Mark Sandrich, George Stevens, Lothar Mendes, Tim Whelan, Robert Stevenson, Alfred Hitchcock, David Swift und Thornton Freeland zusammen.

## Filmografie (Auswahl)
- 1927: The Magic Garden
- 1930: Holiday
- 1930: Ein Mann für sie (Her Man)
- 1931: Feindschaft (The Painted Desert)
- 1931: The Common Law
- 1931: Tom Keene, der König der Steppe (Freighters of Destiny)
- 1931: Helden der Unterwelt (Bad Company)
- 1932: Symphony of Six Million
- 1932: What Price Hollywood?
- 1932: Graf Zaroff – Genie des Bösen (The Most Dangerous Game)
- 1932: Thirteen Women
- 1932: Eine Scheidung (A Bill of Divorcement)
- 1932: Luana (Bird of Paradise)
- 1933: King Kong und die weiße Frau (King Kong)
- 1933: Flying Down to Rio
- 1934: Spitfire
- 1934: This Man Is Mine
- 1934: Of Human Bondage
- 1934: Tanz mit mir! (The Gay Divorcee)
- 1942: Joan of Paris
- 1942: Die Flotte bricht durch (The Navy Comes Through)
- 1943: Flight for Freedom
- 1943: Hitler’s Children
- 1944: Murder, My Sweet
- 1944: Step Lively
- 1945: Mit den Augen der Liebe (The Enchanted Cottage)
- 1945: Die Seeteufel von Cartagena (The Spanish Main)
- 1946: Berüchtigt (Notorious)
- 1947: Sindbad der Seefahrer (Sinbad the Sailor)
- 1947: So einfach ist die Liebe nicht (The Bachelor and the Bobby-Soxer)
- 1947: Tycoon
- 1948: Geheimnis der Mutter (I Remember Mama)
- 1948: Nur meiner Frau zuliebe (Mr. Blandings Builds His Dream House)
- 1948: Jedes Mädchen müßte heiraten (Every Girl Should Be Married)
- 1949: Holiday Affair
- 1949: Noras schwache Stunde (Bride for Sale)
- 1950: Die schwarze Lawine (The Secret Fury)
- 1951: Das Herz einer Mutter (The Blue Veil)
- 1951: Der Rächer (Best of the Badmen)
- 1952: Vor dem neuen Tag (Clash by Night)
- 1952: Engelsgesicht (Angel Face)
- 1954: Eine Nacht mit Susanne (Susan Slept Here)
- 1956: Der Eroberer (The Conqueror)
- 1956: Die Bestie (While the City Sleeps)
- 1956: Jenseits allen Zweifels (Beyond a Reasonable Doubt)
- 1957: Sein Freund Jello (Old Yeller)
- 1959: Der unheimliche Zotti (The Shaggy Dog)
- 1959: Das Geheimnis der verwunschenen Höhle (Darby O’Gill and the Little People)
- 1960: Alle lieben Pollyanna (Pollyanna)
- 1960: Der fliegende Pauker (The Absent-Minded Professor)
- 1961: Die Vermählung ihrer Eltern geben bekannt (The Parent Trap)
- 1962: Champagner in Paris (Bon Voyage!)
- 1962: Der Pauker kann’s nicht lassen (Son of Flubber)
- 1964: Mary Poppins
- 1965: Alles für die Katz (That Darn Cat!)
- 1966: Geliebter Haustyrann (The Ugly Dachshund)
- 1966: Robin Crusoe, der Amazonenhäuptling (Lt. Robin Crusoe, U.S.N.)
- 1966: Vierzig Draufgänger (Follow Me, Boys!)
- 1967: Schmeißt die Affen raus (Monkeys, Go Home!)
- 1967: Der glücklichste Millionär (The Happiest Millionaire)
- 1968: Käpt’n Blackbeards Spuk-Kaschemme (Blackbeard’s Ghost)
- 1968: Wie klaut man ein Gemälde? (Never a Dull Moment)
- 1968: Ein toller Käfer (The Love Bug)